# Crambe kralikii
Crambe kralikii är en korsblommig växtart som beskrevs av Ernest Saint-Charles Cosson. Crambe kralikii ingår i släktet krambar, och familjen korsblommiga växter.

## Underarter
Arten delas in i följande underarter:
- C. k. garamas
- C. k. kralikii